# Titan IV
O Titan IV foi um veículo de lançamento descartável de origem norte-americana, fabricado pela Lockheed Martin.
Esse modelo foi uma derivação do Titan III concebido para conduzir cargas de muito maior porte, da mesma classe das cargas conduzidas pelo Ônibus Espacial, por exemplo.
O Titan IV foi lançado 39 vezes, entre 1989 e 2005, a maioria delas conduzindo satélites de comunicações e várias missões para a NASA; além desses, vários satélites de uso militar também usaram esse modelo para lançamento.